# Darkroom (telessérie)
Darkroom ("Quarto Escuro", no Brasil) foi uma série de televisão estadunidense no estilo suspense/horror, como Além da Imaginação . Era apresentada por James Coburn e teve apenas uma temporada com 16 episódios.

## Lista de episódios
1. - Closed Circuit
2. - Stay Tuned, We´ll be Right Back
3. - The Bogeyman Will Get You
4. - Uncle George
5. - Needlepoint
6. - Siege of 31 August
7. - A Quiet Funeral
8. - Make Up
9. - The Partnership
10. - Daisies
11. - Catnip
12. - Lost in Translation
13. - Guillotine
14. - Exit Line
15. - Who´s There?
16. - The Rarest of Wines